# Енциклопедия на украинската диаспора
Енциклопедия на украинската диаспора (ЕУД; на украински: Енциклопедія української діяспори, ЕУД) е енциклопедична справочна книга за миналото и настоящето на украинците, живеещи извън Украйна. Терминът „украинска диаспора“ на практика се отнася не само за местните жители на украинските земи и техните потомци, разпръснати из различни страни и континенти в резултат на емиграция, но и за етническите украинци, живеещи в традиционното украинско етническо землище извън държавата Украйна. Първия том е публикуван през 1995 г.

## Томове
Енциклопедията се състои от седем тома:
- Том 1 – Съединени американски щати
- Том 2 – Канада
- Том 3 – Южна Америка
- Том 4 – Австралия, Азия, Африка
- Том 5 – Западна Европа
- Том 6 – Средна и Източна Европа
- Том 7 – Страни от бившия Съветски съюз